# A pofogadás (Így jártam anyátokkal)
A pofogadás az Így jártam anyátokkal című televízió-sorozat második évadának kilencedik epizódja. Eredetileg 2006. november 20-án vetítették, míg Magyarországon két évvel később, 2008. november 13-án.
Ebben az epizódban Ted megpróbál feltárni egy sötét titkot Robin múltjából. Marshall és Barney kötnek egy "pofogadást" a nyomozás eredményére.

## Cselekmény
Ted, Barney, Marshall és Lily véletlenül rájönnek, hogy Robin ki nem állhatja a plázákat. Félelme irreálisnak tűnik, ezért a banda elkezd nyomozni a lehetséges okok után. Marshall szerint biztosan egy plázában ment férjhez valakihez, akiről nem tudtak – Barney szerint pornószínésznő volt. Mivel nem jutnak dűlőre, kötnek egy "pofogadást": az, akinek végül igaza lesz, tiszta erőből pofonvághatja a másikat. Lilyt megválasztják pofogadási biztosnak, Ted pedig bár hülyeségnek tartja mindkét felvetést, megpróbálja kiszedni Robinból az igazat. Robin azt mondja neki, hogy tényleg férjhez ment valakihez, de megkéri, hogy ezt ne mondja el senkinek. Ted természetesen azonnal továbbadja a többieknek, Marshall pedig a győzelem feletti örömében pofonvágja Barney-t. Barney szerint azonban ez még nem elég bizonyíték.
Hamar kiderül, hogy Robin hazudott és sosem volt férjnél. Lily ennek fényében megengedi Barney-nak, hogy háromszor felpofozza Marshall-t. Barney örömmel újságolja a többieknek, hogy egy fickó Malajziában rábukkant egy Robinról szóló videóra, és hamarosan posztolja MySpace-re. Robin Sparkles-nek (Csillám Robin) nevezi, amit Robin döbbenettel hall. Tedet már annyira nem érdekli az egész, de Robin ragaszkodik hozzá, hogy most már nézzék meg azt a kínos videót. A film elején Robin iskoláslánynak öltözve néz csábosan a tanárára, hogy az ne büntesse meg. Barney szerint ez elég bizonyíték arra, hogy ez pornó, és pofonvágja Marshallt. Csakhogy Robin folytatja a videó lejátszását: az nem pornó, hanem egy giccses, nyolcvanas éveket felidéző stílusban leforgatott videóklip. Robin Sparkles egy kanadai tinisztár volt, aki "Let's Go To The Mall" ("Irány a pláza") című dalával haknizott az ország plázáiban fiatalkorában.
Marshall rámutat, hogy a fogadás Barney elvesztette, és mégis elcsattant egy pofon. Lily, mint pofogadási biztos, felajánlja a választást: tíz pofon most azonnal, vagy öt, amit bármikor felhasználhat. Barney az ötöt választja, ami Ted szerint majd örök rettegést jelent számára. Az első pofont rögtön fel is használja, majd újra és újra megnézik Robin videóklipjét.

## Kontinuitás
- Marshall az "ügyvédelve" kifejezést használja Ted és Robin kapcsolatára, ami visszatérő frázisa.
- "A közös este" című epizódban Barney-ról bukkant fel egy kínos videó, amit jövőbeli Ted úgy kommentált, hogy aznap este nem minden titkot lepleztek le, majd a kamera Robinra közelített, előrevetítve ezt a részt.
- A videóban Robin pontosan úgy néz, ahogy a "Swarley" című részben Ted jellemzi őt: beleharap az alsó ajkába, félénken oldalra néz, és kirakja a melleit.
- Robin megemlíti, hogy az utolsó férfi, akivel lefeküdt Ted előtt, az Derek volt. "Az esküvő" című részben szakítottak, és leszámítva azt, hogy Sandy Riversszel egyszer randizott, nem volt együtt más férfival.
- A "Jogi praktikák" című részben is megemlíti Barney, hogy azokra a 30 feletti nőkre, akiket "pumáknak" nevez, más szabályok vonatkoznak, mint a többire.

## Jövőbeli visszautalások
- A sorozat során számtalan esetben láthatjuk, hogy elcsattan egy-egy pofon a pofogadásból visszamaradva.
- Robin tinipopsztár karrierje a "Homokvárak a homokban" és a "P.S. Szeretlek" című epizódokban kerül bővebb kifejtésre. A "Boldogan élek" című részből az is kiderül, hogy akkor kezdte a karrierjét, amikor az anyjához költözött a durva apjától.
- A "Let's Go To The Mall" című dalt énekli a karaoke-esten Marshall az "Egy kis Minnesota" című részben, és ez a dal Ted csengőhangja az "Amilyen hamar tud" című részben.
- A "Skótdudások" című részben Ted és Marshall is kötnek egy pofogadást.
- Barney szeret különféle használt dolgokat rendelni, amint az "A kecske" című részben is látható.
- A "Jó helyen, jó időben" című epizódban Barney megjegyzi, hogy Robin mindig gyanúsan csendben van, amikor a szexpartnereinek a számáról van szó.
- Barney faképnél hagyja a nőket, ha megtudja, hogy idősebbek, mint 30 év. Ez történik a "Közbelépés", az "Állati történetek", a "Téves riasztás" és a "Tanulmányi kirándulás" című részekben.

## Érdekességek
- Barney három pofonja jól láthatóan elkerüli Marshall arcát.
- Az epizód eredeti címe "Robin Sparkles" volt, amit azért cseréltek le, mert abból kiderült volna a végkifejlet.
- Az esküvői menü, amit Robin kamuzik Tednek, a sorozat egyik írójának, Kourtney Kangnek volt az esküvői menüje, ami két héttel az epizód adásba kerülése előtt volt.

## Vendégszereplők
- Courtney Abbiati – 3. lány
- Candace Kroslak – 1. lány
- Wayne Nickel – Rob tiszteletes
- Rachel Specter – Sara
- Timothy Prindle – Mr. Johnson

## Zene
- Robin Sparkles – Let's Go To The Mall

## Fordítás
- Ez a szócikk részben vagy egészben  a   Slap Bet című angol Wikipédia-szócikk ezen változatának fordításán alapul.  Az eredeti cikk szerkesztőit annak laptörténete sorolja fel. Ez a jelzés csupán a megfogalmazás eredetét és a szerzői jogokat jelzi, nem szolgál a cikkben szereplő információk forrásmegjelöléseként.| - m - v - sz « előző Így jártam anyátokkal 2. évad következő »                                                                                                                                                                                                                                                                                                                                                       | - m - v - sz « előző Így jártam anyátokkal 2. évad következő » |
| --- | -------------------------------------------------------------- |
| - Az Így jártam anyátokkal epizódjainak listája |                                                                |
| - Hol is tartottunk? - A skorpió és a varangy - Villásreggeli - Ted Mosby, az építész - A világ legjobb párosa - Jogi praktikák - Swarley - Atlantic City - A pofogadás - Szingliszellem - Hogyan lopta el Lily a karácsonyt - Először New Yorkban - Oszlopok - A hétfő esti meccs - A szerencsepénz - Cuccok - Arrivederci, Fiero - A költözés - A legénybúcsú - Nyílt kártyákkal - Valami kölcsönvett - Valami kék |                                                                || - m - v - sz Így jártam anyátokkal | - m - v - sz Így jártam anyátokkal                                                                  | - m - v - sz Így jártam anyátokkal |
| ---------------------------------- | --------------------------------------------------------------------------------------------------- | ---------------------------------- |
| Epizódok                           | - 1. - 2. - 3. - 4. - 5. - 6. - 7. - 8. - 9. évad                                                   |                                    |
| Szereplők                          | - Ted Mosby - Marshall Eriksen - Robin Scherbatsky - Barney Stinson - Lily Aldrin - Tracy McConnell |                                    |
| Filmzene                           | - How I Met Your Music                                                                              |                                    |
| Kapcsolódó sorozat                 | - Így jártam apátokkal                                                                              |                                    |